# Медіологія
Медіоло́гія (англ. Mediology, від фр. Médiologie) в загальному випадку означає метод аналізу культурного обміну (або передачі) в суспільстві і між суспільствами. 
Метод, який кидає виклик звичній думці, що «технологія — це не культура». Медіологічний метод звертає особливу увагу на роль організації та технічні інновації, те яким чином вони можуть забезпечити ефективність культурної трансмісії і, як наслідок, перетворення ідей в цивілізаційне світобачення, здатне до тривалої дії у часі.
Цей термін був вперше придуманий і введений в французьку мову французьким інтелектуалом Режі Дебре в «Teachers, Writers, Celebrities» — розділі його книги «Le pouvoir intellectuel en France», (видавництво Ramsay, 1979). Англійська форма терміна стала широко відомою і шанованою в англомовному світі з публікацією ключового тексту Дебре про медіологію англійською мовою англ. «Transmitting Culture» (видавництво Колумбійського університету, 2004).
Дебре в своїй книзі «Введення в медіологію» зазначає, що медіологія є підходом до вивчення засобів культурної комунікації (в суспільстві) і передачі (між суспільствами), а не тільки наукою, яка вивчає медіа. Тому практика медіології — це не наука, і, отже, може змінюватись з навчальними дисциплінами. Основні напрямки М. походять від історії (історії технологій, історії книги, історії та теорії естетики), а також дослідження в галузі зв'язку та теорії інформації.